# 中間楔状骨
中間楔状骨（ちゅうかんけつじょうこつ、ラテン語：cuneiforme intermedium、英語：cuneiforme intermedium bone）とは、四肢動物の後肢を構成する短骨の一つである。外側楔状骨、内側楔状骨、立方骨とともに遠位足根骨を構成し、足の内側前面にある。

## 中間楔状骨と関節する骨
- 第2中足骨、内側楔状骨、外側楔状骨、舟状骨

## 中間楔状骨から起始する筋肉
- 短母趾屈筋

## 中間楔状骨に停止する筋肉
- 後脛骨筋